# Stefan Kuryłowicz
Stefan Marian Kuryłowicz (ur. 26 marca 1949 w Warszawie, zm. 6 czerwca 2011 w pobliżu Santiago del Monte w Asturii) – polski architekt, doktor habilitowany inż. architektury i urbanistyki o specjalności architektura budynków użyteczności publicznej, wykładowca Politechniki Warszawskiej.

## Życiorys

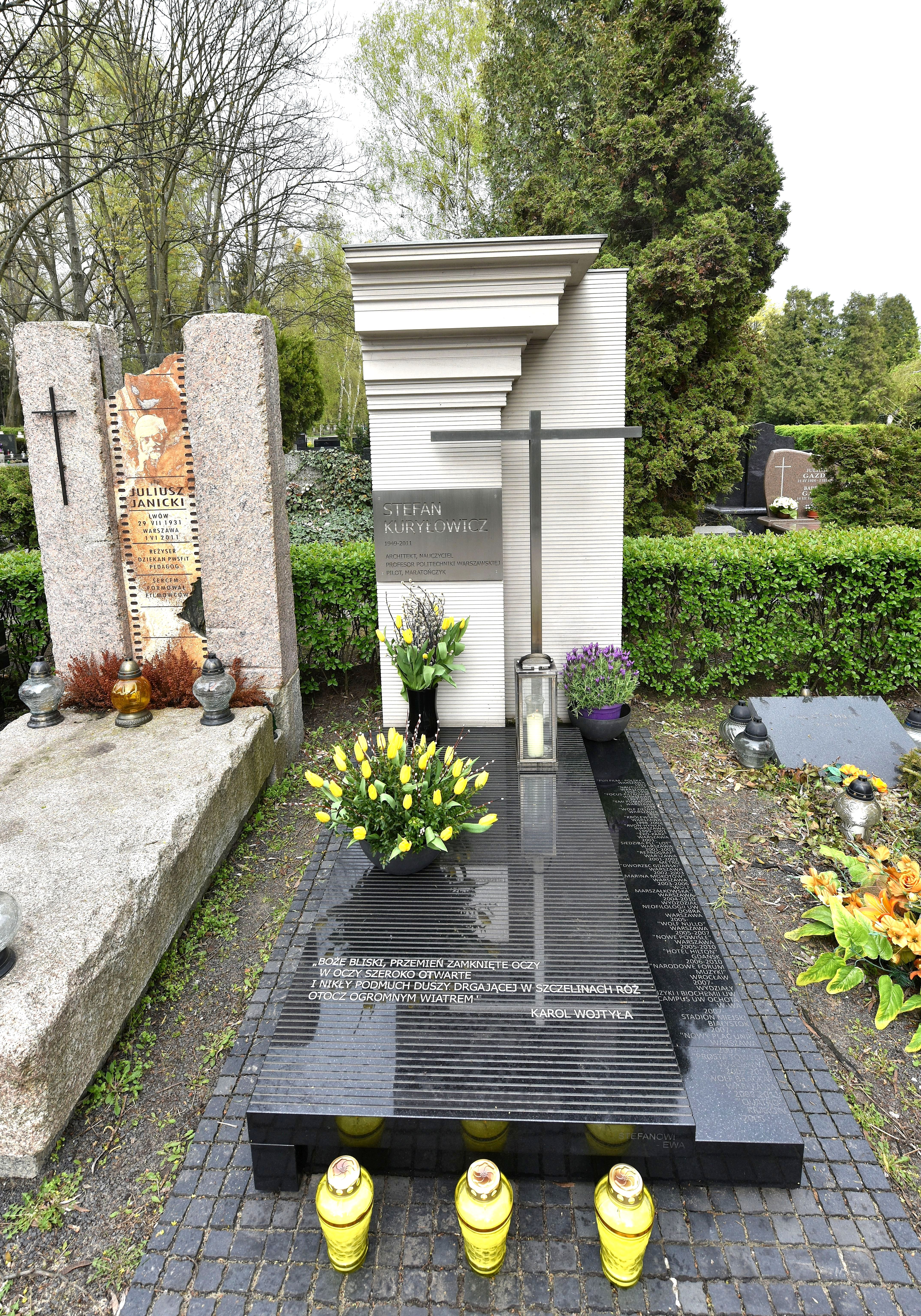
Grób Stefana Kuryłowicza na Cmentarzu Wojskowym na Powązkach

Ukończył studia na Wydziale Architektury Politechniki Warszawskiej (1972). Od 1983 prowadził własne biuro projektowe, obecnie pod nazwą Autorska Pracownia Architektury Kuryłowicz & Associates. Był autorem projektów budynków handlowych, biurowych i przemysłowych, po 2000 także budynków mieszkalnych i osiedli. W 1990 uzyskał stopień doktora za pracę „Wpływ uwarunkowań zewnętrznych na kształt przestrzenny zespołów teatralnych” (promotor – profesor Małgorzata Handzelewicz-Wacławek), a w 2002 – doktora habilitowanego (praca pt. „Architektura – idea i jej realizacja 1998-1999”).
Uważany był za jednego z najbardziej wpływowych architektów polskich lat 90. XX wieku i początku XXI wieku. Był członkiem Rady Architektury i Rozwoju doradzającej prezydent Warszawy Hannie Gronkiewicz-Waltz. W 2010 został wybrany na jednego z architektów mających doradzać w kwestii renowacji budynków kwatery głównej ONZ w Nowym Jorku.
Był żonaty i miał dwóch synów. Zginął w wypadku lotniczym w na obszarze parafii Santiago del Monte, w gminie Castrillón w Asturii. 20 czerwca 2011 został pochowany na Cmentarzu Wojskowym na Powązkach w Warszawie w Alei Zasłużonych (kwatera D29-tuje-6).

## Nagrody, nominacje i odznaczenia
- Złoty Krzyż Zasługi (1992)[8],
- Polski Cement w Architekturze[9][10]:
  - Nagroda Główna / I Nagroda (1998, 2003)
  - Nagroda Specjalna Stowarzyszenia Producentów Betonu Towarowego (2003)
- Honorowa Nagroda SARP (2003)[2]
- nominacja do Nagrody im. Miesa van der Rohe[2]
- Doroczna Nagroda Ministra Kultury i Dziedzictwa Narodowego (2009)[11]
- Nagroda Roku SARP (2013)[12]

## Ważniejsze prace
| Rok ukończenia | Obiekt                                                                                                  | Obiekt | Lokalizacja             |               |
| -------------- | --- | ------ | ----------------------- | ------------- |
| 1984           | Kościół parafii św. Michała Archanioła (rozbudowa)                                                      |        | Nowy Dwór Mazowiecki    |               |
| 1992           | Budynek biurowy Fujifilm Polska                                                                         |        | Warszawa                | [ 13 ]        |
| 1995           | Kościół z klasztorem oo. Franciszkanów                                                                  |        | Warszawa                | [ 13 ]        |
| 1995           | Budynek biurowy Hector                                                                                  |        | Warszawa                |               |
| 1996           | Kościół parafii Matki Bożej Jasnogórskiej w Łodzi                                                       |        | Łódź                    | [ 14 ]        |
| 1998           | Budynek biurowy Zielna Point                                                                            |        | Warszawa                | [ 13 ]        |
| 1998           | Budynek biurowy Nautilus                                                                                |        | Warszawa                | [ 13 ]        |
| 1998           | Siedziba przedsiębiorstwa i centrum dystrybucyjne EMI Pomaton                                           |        | Warszawa                | [ 15 ]        |
| 1998           | Siedziba spółki Arcon                                                                                   |        | Warszawa                | [ 16 ]        |
| 1999           | Fabryka Wiązek Kablowych G.OSTERVIG                                                                     |        | Stanisławów k. Warszawy |               |
| 1999           | Siedziba spółki Kuryłowicz & Associates                                                                 |        | Warszawa                | [ 13 ]        |
| 2000           | Budynek biurowy Hector II                                                                               |        | Warszawa                |               |
| 2001           | Siedziba spółki Avon                                                                                    |        | Warszawa                | [ 17 ]        |
| 2001           | Budynek biurowy Focus                                                                                   |        | Warszawa                | [ 13 ]        |
| 2002           | Budynek biurowy PLL LOT                                                                                 |        | Warszawa                | [ 13 ]        |
| 2002           | Budynek biurowy Centrum Królewska                                                                       |        | Warszawa                | [ 13 ]        |
| 2003           | Stacja metra Dworzec Gdański                                                                            |        | Warszawa                |               |
| 2003           | Budynek biurowy Reprograf                                                                               |        | Warszawa                |               |
| 2006           | osiedle Marina Mokotów                                                                                  |        | Warszawa                | [ 13 ]        |
| 2006           | Dom własny                                                                                              |        | Kazimierz Dolny         |               |
| 2006           | Budynek biurowy Wolf Nullo                                                                              |        | Warszawa                | [ 13 ]        |
| 2007           | Narodowe Forum Muzyki                                                                                   |        | Wrocław                 |               |
| 2009           | Budynek mieszkalny Symfonia Residence                                                                   |        | Gdańsk                  | [ 18 ]        |
| 2010           | Hotel Hilton w Gdańsku                                                                                  |        | Gdańsk                  |               |
| 2010           | Budynek biurowy Wolf Marszałkowska                                                                      |        | Warszawa                | [ 19 ]        |
| 2011           | Dom Handlowy Vitkac (d. Wolf Bracka)                                                                    |        | Warszawa                | [ 13 ]        |
| 2011           | Budynek biurowy Prosta Tower                                                                            |        | Warszawa                | [ 13 ]        |
| 2011           | Siedziba Wydziału Nauk Historycznych Uniwersytetu Mikołaja Kopernika w Toruniu (Collegium Humanisticum) |        | Toruń                   |               |
| 2012           | Terminal pasażerski Portu Lotniczego Modlin                                                             |        | Nowy Dwór Mazowiecki    |               |
| 2013           | Budynek biurowy Wola Center                                                                             |        | Warszawa                |               |
| 2013           | kompleks biurowo-handlowy Plac Unii                                                                     |        | Warszawa                | [ 13 ]        |
| 2013           | Siedziba Mazowieckiej Spółki Gazownictwa                                                                |        | Warszawa                | [ 20 ] [ 21 ] |
| 2014           | Ratusz dzielnicy Wilanów                                                                                |        | Warszawa                | [ 22 ]        |
| 2014           | Stadion Miejski w Białymstoku                                                                           |        | Białystok               |               |
| 2014           | osiedle Eko Park                                                                                        |        | Warszawa                | [ 23 ]        |
| 2014           | Galeria Warmińska                                                                                       |        | Olsztyn                 | [ 24 ]        |
| 2015           | Siedziba spółki Polkomtel                                                                               |        | Warszawa                | [ 21 ]        |
| 2017           | osiedle Ostoja Wilanów                                                                                  |        | Warszawa                |               |

## Upamiętnienia
- 5 listopada 2013 przed kompleksem biurowym Wola Center odsłonięto pomnik Stefana Kuryłowicza autorstwa Krzysztofa Bednarskiego[25].
- 26 marca 2012, w rocznicę urodzin Stefana Kuryłowicza, została utworzona fundacja jego imienia. Ma ona celu promowanie spuścizny architekta oraz wspieranie i promocję odważnej i odpowiedzialnej twórczości architektonicznej[26].
- 26 marca 2019 roku, w 70. rocznicę urodzin, nadano imię Stefana Kuryłowicza skwerowi przy ul. Przyokopowej przy kompleksie Wola Center przy pomniku Stefana Kuryłowicza odsłoniętym 5 listopada 2013[27].